# 로버트 노직
로버트 노직(영어: Robert Nozick, 1938년 11월 16일 ~ 2002년 1월 23일)은 미국의 철학자이다. "무정부, 국가, 유토피아" (Anarchy, State, and Utopia, 1974년)에서 그는 존 롤스에 대항하는 자유지상주의 정치철학적 논의를 하였다. 그는 존 로크의 자연상태 논의를 빌려와 정치철학을 논하였다. 또한, 인식론에 기여하여, 지식이나 자유 의지에 대한 철학을 하였다. 그는 근로소득에 대한 과세까지도 강제노동과 같은 것으로 보았다. 그는 아담 스미스를 이어 받아 보이지 않는 손의 설명 방법으로 국가의 성립을 전개하여 야경국가론 또는 최소국가론을 주장하였다.

## 생애
노직은 브루클린에서 유대인 가정에서 태어났다. 그의 어머니는 소피 코헨(Sophie Cohen)이었고, 그의 아버지는 러시아 슈테틀 출신의 유대인으로서 코헨이라는 이름을 가지고 태어나 작은 사업을 운영했다.
노직은 브루클린에서 공립학교를 다녔다. 그 후 컬럼비아 대학교(A.B. 1959, summa cum laude)에서 교육을 받았으며, 이후 프린스턴 대학교(Princeton University, 1963년 박사)에서 칼 헴펠의 지도를 받았으며, 옥스퍼드 대학교에서 풀브라이트 장학생으로 일했다. 한때 그는 노르만 토마스의 사회당 청년부에 가입하기도 했다. 또한 컬럼비아 대학교에서 그는 1960년에 민주사회를 위한 학생으로 이름을 바꾼 산업민주학생동맹의 지역 지부를 설립하였다.
1959년 학사 학위를 받은 후, 그는 바바라 피어러와 결혼했다. 그들은 에밀리와 데이비드라는 두 아이가 있었다. 노직 부부는 결국 이혼했고 그는 시인 게르트루트 슈나켄베르크와 재혼했다. 노직은 위암과의 오랜 투병 끝에 2002년 사망했다. 그는 마운트 오번 묘지에 매장되었다.

## 정치철학
노직은 국가의 개념이 필연적으로 개인에 대한 위반과 불법성을 지닌다는 개인주의적 무정부주의자들에 대항하여 무정부 자본주의형태의 로크적인 자연상태에서 개인들이 자신의 이익만을 의도하는 과정에서 보이지 않는 손의 설명을 통해 한 지역내의 유사국가조직이 자연발생함을 논증한다.
어느 누구도 국가를 만들고자 의도하지 않았으며, 개인들이 자신의 입장에서 행위하는 역사적인 과정들 속에 막스 베버(M. Weber)적 의미의 국가의 요건을 갖춘 정부조직이 한 지역내에 자연발생하게 된다.
1. 자연상태에서 개인들이 권리를 지키며 살고 있다.
2. 개인들은 상호보호협회를 건립하고 이는 노동분업과 상품화에 의해 상업적 보호협회로 변한다.
3. 상업적 보호협회간의 경쟁속에서 한 지역내의 지배적 보호협회가 형성되며 지배적 보호협회는 극소국가가 되어간다.
4. 극소국가는 남아있는 독립인들에게 보상으로 보호를 제공하며 최소국가의 요건을 충족한다.

이후 노직은 "강제, 사기, 절도, 행정 법원"에 대한 보호의 좁은 기능에 한정된 최소한의 국가만이 정당화될 수 있다고 주장한다. 노직에게 있어서 상품 분배는 비록 그 과정에서 큰 불평등이 생겨난다고 해도, 단지 시작에 불과한 입장에서 동의하는 성인들 사이의 자유로운 교환에 의해 초래된 것일 뿐이다.
노직은 존 롤스의 정의론 제2원칙인 사회경제적 불평등이 사회의 가장 혜택 받지 못한 구성원들에게 가장 큰 이익이 되도록 조정되어야 한다는 부분적인 결론에 이의를 제기했다.
존 로크를 따라갔지만, 몇 가지 면에서 로크 자신과는 중요한 다른 결론에 도달한다. 그는 로크의 종교적인 자연법 개념을 받아들이지 않으면서 로크나 칸트와 달리 노직은 자기 소유와 비침해 원칙의 일관된 적용이 성인들 사이에 유효한 합의적 또는 자발적 노예 계약을 허용하고 간주할 것이라고 주장했다.
로크의 자연법을 대신해서 노직은 또한 칸트주의 사상에 기초해 사람들이 단지 목적을 위한 수단이 아니라, 그 자체로 끝인 것으로 취급되어야 한다고 호소했다.

## 인식론
노직은 게티어 문제와 관련한 해답을 제시하려 하였다. 그가 제시한 지식의 조건은 다음과 같다.
1. P는 사실이다.
2. S는 P를 믿는다.
3. P가 아닌 경우 S는 P를 믿지 않을 것이다.
4. P인 경우, S는 P를 믿는다.

## 같이 보기
- 미국 철학
- 고전적 자유주의

## 참고자료
- 로버트 노직, 《아나키에서 유토피아로》, 남경희 옮김, 문학과지성사, 1997.
- 조나산 울프. 『로버트 노직: 자유주의 정치철학』. 장동익 옮김. 철학과 현실사. 2006.[9]
- 노직 『무정부, 국가 그리고 유토피아』 / 장동익 pdf
- 장동진, 김만권.(2000).노직의 자유지상주의.정치사상연구,3(),195-220.
- Kymlicka, Will. 『현대 정치철학의 이해(개정판)』. 장동진 , 장휘 , 우정열 , 백성욱 번역. 동명사. 2018. 제 4장[10]